# حزب کمونیست چین
حزب کمونیست چین، که به‌طور رسمی حزب کمونیست چینی نامیده می‌شود، حزب بنیان‌گذار و تنها حزب حاکم در جمهوری خلق چین است. این حزب که در سال ۱۹۲۱ تأسیس شد، تحت رهبری مائو تسه‌تونگ در جنگ داخلی چین علیه حزب کومینتانگ پیروز گردید و در ۱ اکتبر ۱۹۴۹، تأسیس جمهوری خلق چین را اعلام کرد. از آن زمان تاکنون، حزب کمونیست چین ادارهٔ کشور را برعهده داشته و کنترل کامل ارتش آزادی‌بخش خلق را در اختیار دارد. تا سال ۲۰۲۴، شمار اعضای این حزب از ۹۹ میلیون نفر فراتر رفته و از نظر تعداد اعضا، دومین حزب سیاسی بزرگ در جهان به‌شمار می‌رود.
در سال ۱۹۲۱، چن دوشیو و لی داژائو با کمک دفاتر خاور دور حزب کمونیست روسیه (بلشویک‌ها) و کمینترن، حزب کمونیست چین را بنیان نهادند. گرچه در سال‌های آغازین، حزب کمونیست چین با حزب کومینتانگ متحد بود، اما با قدرت‌گیری جناح راست در کومینتانگ تحت رهبری چیانگ کای‌شک و کشتار ده‌ها هزار نفر از اعضای حزب کمونیست، این اتحاد از هم پاشید و جنگ داخلی طولانی‌مدتی میان دو طرف درگرفت. در جریان ده سال جنگ چریکی، مائو تسه‌تونگ به چهره‌ای تأثیرگذار در حزب بدل شد و این حزب با اجرای سیاست‌های اصلاحات ارضی، پایگاه نیرومندی در میان روستاییان فقیر ایجاد کرد. در خلال جنگ دوم چین و ژاپن، حمایت از حزب کمونیست افزایش یافت و پس از تسلیم ژاپن در سال ۱۹۴۵، این حزب توانست در انقلاب کمونیستی علیه دولت ملی‌گرا به پیروزی برسد. پس از عقب‌نشینی کومینتانگ به تایوان، حزب کمونیست چین در تاریخ ۱ اکتبر ۱۹۴۹ جمهوری خلق چین را تأسیس کرد.
مائو تسه‌تونگ تا زمان مرگش در سال ۱۹۷۶، تأثیرگذارترین عضو حزب باقی ماند. در دوران رهبری او، اصلاحات ارضی به پایان رسید، برنامه‌های پنج سالهٔ متعددی آغاز شد و نهایتاً شکاف با اتحاد جماهیر شوروی رخ داد. اگر چه مائو در جریان انقلاب فرهنگی تلاش کرد عناصر سرمایه‌داری و ارتجاعی را از حزب پاک‌سازی کند، اما پس از مرگ او، این سیاست‌ها تنها به‌طور موقت توسط گروه چهار نفره ادامه یافت تا آن‌که جناحی معتدل‌تر کنترل را در دست گرفت. در دههٔ ۱۹۸۰، دنگ شیائوپینگ، حزب را از اصول سخت‌گیرانهٔ مائوئیستی دور ساخت و مسیر اصلاحات اقتصادی را در پیش گرفت. پس از فروپاشی بلوک شرق و انحلال اتحاد جماهیر شوروی در سال ۱۹۹۱، تمرکز حزب کمونیست چین بر حفظ روابط با احزاب حاکم کشورهای سوسیالیستیِ باقی‌مانده معطوف شد. همچنین، این حزب روابطی را با احزاب غیرکمونیست، از جمله احزاب ملی‌گرای غالب در بسیاری از کشورهای در حال توسعه در آفریقا، آسیا و آمریکای لاتین، و نیز احزاب سوسیال دموکرات در اروپا برقرار کرده‌است.
به‌عنوان حزبی مارکسیستی–لنینیستی، حزب کمونیست چین بر پایهٔ اصل تمرکزگرایی دموکراتیک سازمان یافته‌است؛ اصلی که بحث آزاد دربارهٔ سیاست‌ها را در چهارچوب وحدت و التزام به تصمیمات اتخاذشده در میان اعضا مجاز می‌داند. بالاترین نهاد حزب، کنگرهٔ ملی است که هر پنج سال یک‌بار برگزار می‌شود. در زمانی که کنگرهٔ ملی در حال برگزاری نیست، کمیتهٔ مرکزی بالاترین نهاد محسوب می‌شود؛ با این حال، از آن‌جا که کمیتهٔ مرکزی معمولاً فقط یک‌بار در سال تشکیل جلسه می‌دهد، اغلبِ وظایف و مسئولیت‌ها به پولیتبورو و کمیتهٔ دائمی آن واگذار می‌شود. اعضای این کمیته به‌عنوان عالی‌ترین رهبران حزب و دولت تلقی می‌شوند. در حال حاضر، رهبر حزب مناصب دبیرکل (مسئول امور حزبی غیرنظامی)، رئیس کمیسیون نظامی مرکزی (مسئول امور نظامی) و ریاست‌جمهوری (سمتی عمدتاً تشریفاتی) را برعهده دارد. بدین ترتیب، رهبر حزب به‌عنوان عالی‌ترین مقام کشور شناخته می‌شود. رهبر فعلی، شی جین‌پینگ است که در نوامبر ۲۰۱۲ انتخاب شد و سپس در تاریخ‌های ۲۵ اکتبر ۲۰۱۷ توسط کمیتهٔ مرکزی نوزدهم و ۱۰ اکتبر ۲۰۲۲ توسط کمیتهٔ مرکزی بیستم، دوباره به این سِمَت برگزیده شد.

## تاریخچه

### تأسیس و تاریخ اولیه (۱۹۲۱–۱۹۲۷)

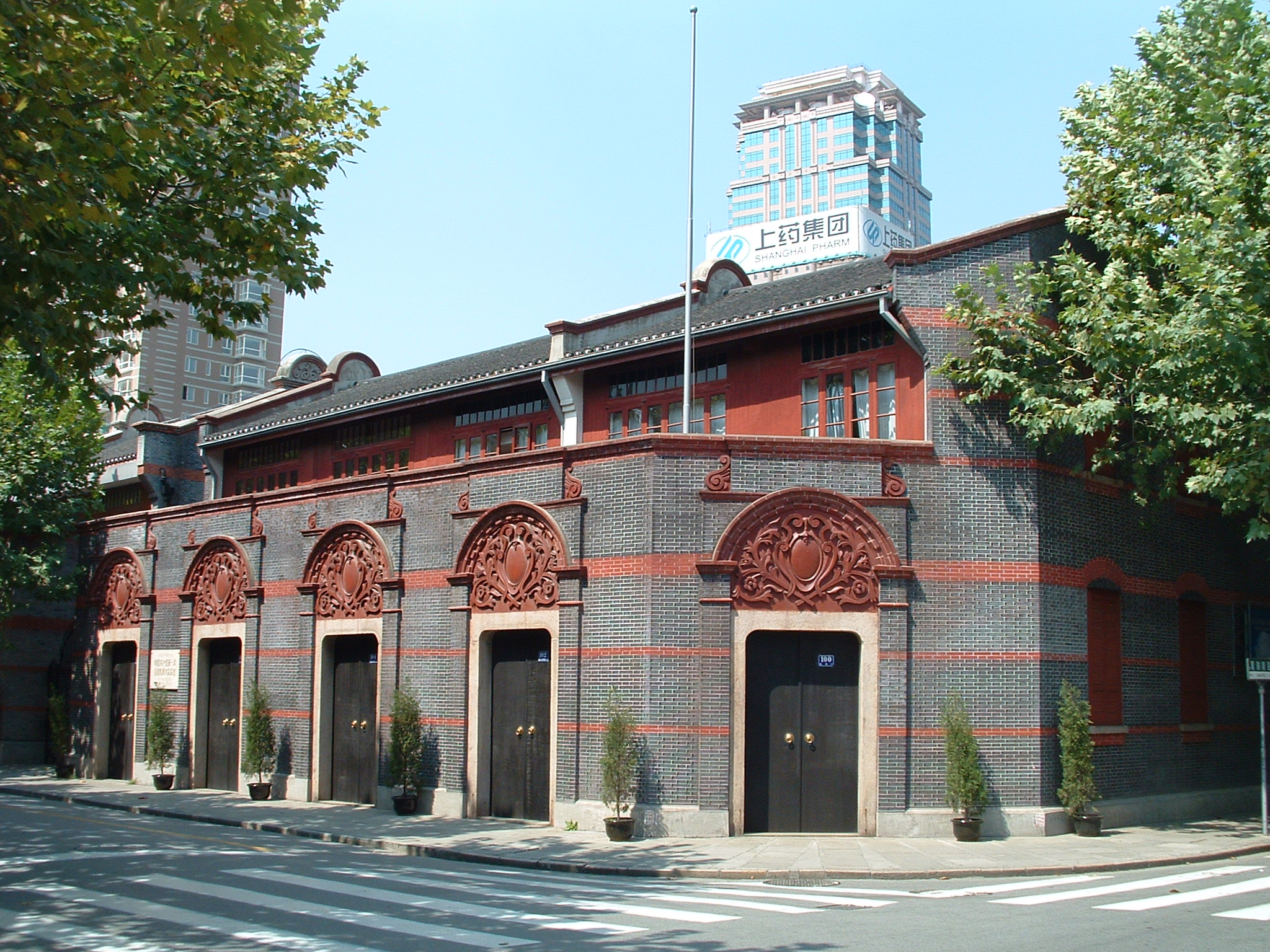
محل اولین کنگره ح.ک. چ، در شانگهای سابق تحت انحصار فرانسه

ریشه ح.ک. چ از جنبش چهارم مه ۱۹۱۹ آغاز شد، که طی آن ایدئولوژی‌های رادیکال غربی مانند مارکسیسم و آنارشیسم در میان روشنفکران چینی مورد توجه قرار گرفت. سایر تأثیرات ناشی از انقلاب بلشویکی و نظریه مارکسیستی از حزب کمونیست چین الهام گرفت. چن دوشیو و لی داژائو از نخستین روشنفکران برجسته چینی بودند که علناً از لنینیسم و انقلاب جهانی حمایت کردند. در مقابل چن، لی از مشارکت در امور جمهوری چین چشم پوشی نکرد. هر دو آنها انقلاب اکتبر در روسیه را پیشگامانه قلمداد کردند و معتقد بودند که این انقلاب نوید یک دوره جدید برای کشورهای تحت ستم در همه جا است. ح.ک. چ از تئوری ولادیمیر لنین دربارهٔ یک حزب پیشتاز الگوبرداری شد. به گفته کای هسن، محافل مطالعه "موارد ابتدایی [حزب ما]" بودند. در طی جنبش فرهنگ جدید چندین محافل مطالعاتی تأسیس شد، اما "در سال ۱۹۲۰ بدبینی در مورد مناسب بودن آنها به عنوان وسایل اصلاح اصلاحات شایع شده بود."
در ژوئیه ۱۹۲۰، لنین دومین کنگره انترناسیونال کمونیست را تشکیل داد. وی معتقد بود که انقلاب شوروی تنها پس از شکست سرمایه‌داری در سراسر جهان به پیروزی نهایی دست خواهد یافت. بخش امور خارجه شعبه ولادی وستوک از حزب کمونیست روسیه (بلشویک‌ها) تصمیم گرفت گریگوری وویتینسکی را به عنوان نماینده تام‌الاختیار به چین اعزام کند. وی در تاریخ ۵ ژوئیه در جلسه کمونیست‌های روسیه در چین برای ترویج تأسیس حزب کمونیست چین شرکت کرد. وویتینسکی به چن دوشیو کمک کرد تا دفتر انقلابی شانگهای را که به آن گروه کمونیست شانگهای نیز می‌گویند، تأسیس کند. استوجانوویچ به گوانگژو، ممائوف به ووهان، و بروای برای کمک به چینی‌ها در تأسیس گروه‌های کمونیست به پکن رفت. وویتینسکی هزینه‌های تبلیغاتی، کنفرانس و تحصیل در خارج از کشور را برای این گروه‌ها فراهم کرد.
کنگره ملی تأسیس ح.ک. چ در ۲۳ تا ۳۱ ژوئیه ۱۹۲۱ برگزار شد. در ابتدای سال ۱۹۲۱ با تنها ۵۰ عضو، سازمان و مقامات ح.ک. چ رشد چشمگیری داشتند. در حالی که کنگره در ابتدا در امارتی در شانگهای تحت انحصار فرانسه برگزار می‌شد، پلیس فرانسه جلسه را در ۳۰ ژوئیه متوقف کرد و کنگره به یک قایق گردشگری در دریاچه جنوبی در جیاکسینگ، استان ژجیانگ منتقل شد. فقط ۱۲ نماینده در این کنگره شرکت کردند، نه لی و نه چن قادر به شرکت در این کنگره نبودند، دومی نماینده شخصی خود را به جای خود فرستاد. در قطعنامه‌های کنگره تأسیس یک حزب کمونیست (به عنوان شاخه ای از انترناسیونال کمونیست) و انتخاب چن به عنوان رهبر آن مطرح شد. چن سپس به عنوان اولین دبیرکل حزب کمونیست و از او به عنوان «لنین چین» یاد می‌شد.
کمونیست‌ها بر جناح چپ کومینتانگ تسلط داشتند، جناحی که در خطوط لنینیستی سازمان یافته بود و با جناح راست حزب برای کسب قدرت مبارزه می‌کرد. هنگامی که سون یات سن رهبر کومینتانگ در مارس ۱۹۲۵ درگذشت، یک راستگرا، چیانگ کای شک، جانشین وی شد. وی اقداماتی را برای به حاشیه بردن موقعیت کمونیست‌ها آغاز کرد. چیانگ کای شک بعد از موفقیت لشکرکشی شمالی برای سرنگونی جنگ سالاران، کمونیست‌هایی را که در حال حاضر در سراسر چین ده‌ها هزار نفر بود، رو کرد. وی با نادیده گرفتن دستورات دولت کومینتانگ مستقر در ووهان، به سمت شانگهای، شهری که تحت کنترل شبه نظامیان کمونیست بود، حرکت کرد. گرچه کمونیست‌ها از ورود چیانگ استقبال کردند، اما او از آنها روی گرداند و ۵۰۰۰ نفر را با کمک باند سبز قتل‌عام کرد. ارتش چیانگ سپس به سمت ووهان حرکت کرد، اما ژنرال حزب کمونیست یه تینگ و سپاهیان وی از گرفتن شهر جلوگیری کردند. متحدان چیانگ نیز به کمونیست‌ها حمله کردند. در پکن، لی داژائو و ۱۹ کمونیست برجسته دیگر توسط ژانگ زولین اعدام شدند، در حالی که در چانگشا، نیروهای هه ژیان صدها نفر از نظامیان دهقان را مسلح کردند. در ماه مه، ده‌ها هزار کمونیست و هوادار آنها توسط ناسیونالیست‌ها کشته شدند و ح.ک. چ تقریباً ۱۵۰۰۰ از ۲۵۰۰۰ عضو خود را از دست داد.
ح.ک. چ به حمایت خود از دولت کومیندانگ ووهان ادامه داد، اما در ۱۵ ژوئیه ۱۹۲۷ دولت ووهان همه کمونیستها را از کومیندانگ اخراج کرد. ح.ک. چ با تأسیس ارتش سرخ کارگران و دهقانان چین، معروف به " ارتش سرخ "، برای نبرد با کومینتناگ واکنش نشان داد. به یک گردان به سرپرستی ژنرال ژو دو دستور داده شد که در ۱ اوت ۱۹۲۷ شهر نانچانگ را که به قیام نانچانگ معروف شد، تصرف کند. در ابتدا موفق شدند، آنها پس از پنج روز مجبور به عقب‌نشینی شدند و به سمت شانتو در جنوب حرکت کردند و از آنجا به بیابان فوجیان رانده شدند. مائو تسه تونگ به عنوان فرمانده کل ارتش سرخ منصوب شد و در هنگامه عملیاتی موسوم به قیام برداشت محصول پاییزی چهار سپاه ارتش سرخ را علیه چانگشا رهبری کرد، به این امید که شورش‌های دهقانان را در سراسر هونان برانگیزد. نقشه وی حمله به شهر تحت کنترل کومینتنانگ از سه جهت در ۹ سپتامبر بود. ارتش مائو خود را به چانگشا رساند، اما نتوانست آن را بگیرد. تا ۱۵ سپتامبر، او شکست را پذیرفت و با ۱۰۰۰ بازمانده به سمت کوه‌های جینگگانگ جیانگشی حرکت کردند.

### جنگ داخلی چین و جنگ جهانی دوم (۱۹۲۷–۱۹۴۹)

پرچم ارتش سرخ کارگران و دهقانان چینی

نابودی تقیربی دستگاه تشکیلات شهری ح.ک. چ منجر به تغییرات بنیادی در درون حزب شد. این حزب تمرکزگرایی دموکراتیک را، که راهی برای سازماندهی احزاب انقلابی بود، اتخاذ کرد و یک دفتر سیاسی (برای فعالیت به عنوان کمیته دائمی کمیته مرکزی) ایجاد کرد. نتیجه افزایش تمرکز قدرت در حزب بود. در هر سطح از این حزب کپی برداری شد، و کمیته‌های دائمی اکنون کنترل مثر داشتند. چن دوشیو پس از اخراج از حزب، رهبری جنبش تروتسکیست‌های چین را ادامه داد. لی لیسان توانست از سال ۱۹۲۹ تا ۳۰ به‌طور عملی کنترل سازمان حزب را به دست گیرد. رهبری لی لیسان یک شکست بود و ح.ک. چ را در آستانه نابودی قرار داد. کمینترن درگیر شد و تا اواخر سال ۱۹۳۰، قدرت او سلب شد. تا سال ۱۹۳۵، مائو به عضویت کمیته دائمی دفتر سیاسی حزب و رهبر نظامی غیررسمی درآمد، و ژو انلای و ژانگ ونتیان، رئیس رسمی حزب، به عنوان معاونان غیررسمی وی فعالیت می‌کردند. درگیری با KMT منجر به سازماندهی مجدد ارتش سرخ شد و قدرت حزب از طریق ایجاد دپارتمانهای سیاسی ح.ک. چ متولی نظارت بر ارتش در رهبری بیشتر و متمرکزتر شد.
جنگ دوم چین و ژاپن باعث ایجاد وقفه ای در درگیری بین حزب کمونیست چین و کومینتنانگ شد. جبهه متحد دوم برای مقابله با حمله ژاپنی‌ها بین حزب کمونیست چین و کومینتانگ ایجاد شد. در حالی که جبهه به‌طور رسمی تا سال ۱۹۴۵ وجود داشته‌است، همه همکاری‌های دو طرف تا سال ۱۹۴۰ پایان یافته بود. ح.ک. چ، علیرغم اتحاد رسمی خود، از فرصت استفاده کرد تا پایگاه‌های عملیاتی مستقل را گسترش داده و خود را برای جنگ آینده با KMT آماده شود. در سال ۱۹۳۹ ک.م. ت شروع به محدود کردن گسترش ح.ک. چ در چین کرد. این امر منجر به درگیری مکرر بین نیروهای ح.ک. چ و نیروهای ک.م. ت شد. اما با درک اینکه این کارها هیچ گزینه ای جز جنگ داخلی ندارد، به سرعت فروکش کرد. با این حال، تا سال ۱۹۴۳، حزب کمونیست چین دوباره در حال گسترش قلمرو خود با هزینه ک.م. ت بود.
مائو تسه تونگ در سال ۱۹۴۵ رئیس حزب کمونیست چین شد. از ۱۹۴۵ تا ۱۹۴۹، جنگ به دو حزب تقلیل یافت. ح.ک. چ و ک.م.ت. این دوره چهار مرحله به طول انجامید. اولین بار از اوت ۱۹۴۵ (هنگام تسلیم ژاپنی‌ها) تا ژوئن ۱۹۴۶ (زمانی که مذاکرات صلح بین ح.ک. چ و ک.م. ت به پایان رسید) بود. تا سال ۱۹۴۵، ک.م. ت سه برابر بیشتر از ح.ک. چ سرباز تحت فرماندهی خود داشت و در ابتدا به نظر می‌رسید که غالب است. با همکاری آمریکایی‌ها و ژاپنی‌ها، ک.م. ت توانست قسمت‌های عمده ای از کشور را پس بگیرد. با این حال، حاکمیت ک.م. ت بر سرزمین‌های دوباره تصرف شده به دلیل فساد بومی حزب غیرمردمی خواهد بود. علی‌رغم برتری عددی بسیار زیاد، ک.م. ت نتوانست مناطق روستایی که سنگر ح.ک. چ را تشکیل می‌دادند دوباره تصرف کند. در همان زمان، ح.ک. چ حمله به منچوری را آغاز کرد و در آنجا اتحاد جماهیر شوروی به آنها کمک می‌کرد. مرحله دوم، که از ژوئیه ۱۹۴۶ تا ژوئن ۱۹۴۷ به طول انجامید، ک.م. ت شاهد تسلط خود بر شهرهای بزرگ، مانند یانان (مقر ح.ک. چ در بیشتر اوقات جنگ) بود. موفقیت‌های ک.م. ت توخالی بود. ح.ک. چ از نظر تاکتیکی از شهرها خارج شده بود و در عوض با تحریک اعتراض در میان دانشجویان و روشنفکران در شهرها به مقامات ک.م. ت حمله کرد (ک.م. ت با سرکوب سنگین به این وقایع پاسخ داد). در این بین، ک.م. ت درگیر جنگهای جناحی و کنترل خودکامه چیانگ کای شک بر حزب بود، که توانایی ک.م. ت را در پاسخ به حملات تضعیف می‌کرد. مرحله سوم، از ژوئیه ۱۹۴۷ تا اوت ۱۹۴۸ به طول انجامید و با یک ضد حمله محدود توسط ح.ک. چ آغاز شد. هدف پاکسازی «چین مرکزی، تقویت چین شمالی و بازیابی شمال شرقی چین» بود. این سیاست همراه با فرار نیروهای نظامی ک.م. ت (تا بهار ۱۹۴۸، ارتش ک.م. ت حدوداً ۲ نفر از ۳ میلیون سرباز خود را از دست داده بود) و محبوبیت حاکمیت ک.م. ت را کاهش می‌دهد. نتیجه این شد که حزب کمونیست حزب کمونیست توانست پادگان‌های ک.م. ت را در منچوری قطع کرده و چندین منطقه از دست رفته را پس بگیرد. آخرین مرحله، از سپتامبر ۱۹۴۸ تا دسامبر ۱۹۴۹ به طول انجامید، که طی آن کمونیست‌ها موفق به شکست ک.م. ت و بیرون راندن آنها از سرزمین اصلی چین شدند. در اول اکتبر ۱۹۴۹، مائو تأسیس حزب کمونیست چین را اعلام کرد، که به معنای پایان انقلاب چین بود (آنگونه که روایت رسمی حزب کمونیست می‌نامد).

### تنها حزب حاکم بر جمهوری خلق چین (۱۹۴۹ تا کنون)

پرچم حزب کمونیست چین از ۱۷ ژوئن ۱۹۵۱ تا ۲۱ ژوئیه ۱۹۹۶

در اول اکتبر ۱۹۴۹، مائو تسه تونگ رسماً تأسیس حزب کمونیست چین را قبل از حضور گسترده مردم در میدان تیان آنمن اعلام کرد. ح.ک. چ خود را به عنوان تنها حزب حاکم در چین و در راس شورای دولتی جمهوری خلق مستقر کرد. از این زمان تا دهه ۱۹۸۰، رهبران ارشد ح.ک. چ (مانند مائو تسه تونگ، لین بیائو، ژو انلای و دنگ شیائوپینگ) عمدتاً همان رهبران نظامی قبل از تأسیس حزب کمونیست چین بودند. در نتیجه، روابط شخصی غیررسمی بین رهبران سیاسی و نظامی بر روابط نظامی و نظامی حاکم بود.
در خلال دهه‌های ۱۹۶۰ و ۱۹۷۰، ح.ک. چ جدایی ایدئولوژیکی قابل توجهی از حزب کمونیست اتحاد جماهیر شوروی تجربه کرد. در آن زمان، مائو شروع به گفتن اینکه «ادامه انقلاب تحت دیکتاتوری پرولتاریا» شرط می‌کند که دشمنان طبقاتی به وجود خود ادامه می‌دهند حتی اگر انقلاب سوسیالیستی کامل باشد، منجر به انقلاب فرهنگی شد که میلیون‌ها نفر در آن تحت آزار و اذیت قرار گرفتند و کشته شدند. 
به دنبال مرگ مائو در ۱۹۷۶، جنگ قدرت بین رئیس ح.ک. چ هوآ گوفنگ و نایب رئیس دنگ شیائوپینگ آغاز شد. دنگ برنده مبارزه، و «رهبر عالی مقام» در سال ۱۹۷۸ شد. دنگ، در کنار هو یائوبانگ و ژائو زیانگ، پیشگام اصلاحات و باز شدن سیاست، و مفهوم ایدئولوژیک معرفی سوسیالیسم با ویژگی‌های چینی، باز کردن درهای چین به بازارهای جهان. دنگ در معکوس کردن برخی از سیاست‌های «چپ» مائو، استدلال کرد که یک دولت سوسیالیست می‌تواند از اقتصاد بازار استفاده کند بدون اینکه خودش سرمایه‌داری کند. تأکید بر قدرت سیاسی حزب با تغییر در سیاست، رشد اقتصادی قابل توجهی ایجاد کرد. با این حال، ایدئولوژی جدید در هر دو طرف طیف، توسط مائوئیست‌ها و همچنین طرفداران حمایت از آزادسازی سیاسی مورد مخالفت قرار گرفت. با سایر عوامل اجتماعی، درگیری‌ها در اعتراضات سال ۱۹۸۹ در میدان تیان آنمن به اوج خود رسید. با سرکوب اعتراضات، دیدگاه دنگ دربارهٔ اقتصاد غالب شد و در اوایل دهه ۱۹۹۰ مفهوم اقتصاد بازار سوسیالیستی مطرح شد. در سال ۱۹۹۷، عقاید دنگ (نظریه دنگ شیائوپینگ) در قانون اساسی ح ک چ جای گرفت.
دبیرکل حزب کمونیست چین جیانگ زمین دنگ به مقام «رهبر عالی مقام» در دهه ۱۹۹۰ رسید و بسیاری از سیاست‌های دنگ را ادامه داد. در دهه ۱۹۹۰، حزب کمونیست چین از سازمان رهبران انقلابی باسابقه که از نظر نظامی و سیاسی رهبری می‌کرد، به یک سازمان نخبگان سیاسی تبدیل شد که به‌طور فزاینده ای مطابق با هنجارهای نهادینه شده در بوروکراسی مدنی تجدید قوا می‌شود. رهبری عمدتاً براساس قوانین و ضوابط مربوط به ارتقا و بازنشستگی، سوابق تحصیلی و تخصص مدیریتی و فنی انتخاب شد. یک گروه عمدتاً جدا از افسران نظامی حرفه ای وجود دارد، که تحت رهبری عالی حزب کمونیست چین عمدتاً از طریق روابط رسمی در مجاری نهادی خدمت می‌کنند.
به عنوان بخشی از میراث اسمی جیانگ زمین، ح.ک. چ سه نماینده را برای بازنگری در قانون اساسی حزب در سال ۲۰۰۳ تصویب کرد، به عنوان «یک ایدئولوژی راهنما» برای تشویق حزب به نمایندگی از «نیروهای تولیدی پیشرفته، روند مترقی فرهنگ چین و منافع مردم». این تئوری ورود صاحبان مشاغل خصوصی و عناصر بورژوازی به حزب را مشروعیت می‌بخشید. هو جینتائو، جانشین جیانگ زمین به عنوان دبیرکل، در سال ۲۰۰۲ روی کار آمد. هو برخلاف مائو، دنگ و جیانگ زمین، بر رهبری جمعی تأکید کرد و با سلطه یک‌نفره بر سیستم سیاسی مخالفت کرد. اصرار بر تمرکز بر رشد اقتصادی منجر به طیف وسیعی از مشکلات جدی اجتماعی شد. هو برای پرداختن به این موارد دو مفهوم اصلی ایدئولوژیک را مطرح کرد: چشم‌انداز علمی توسعه و جامعه سوسیالیست هماهنگ. هو در هجدهمین کنگره ملی برگزار شده در سال ۲۰۱۲ از سمت خود به عنوان دبیرکل حزب کمونیست چین و رئیس کمیسیون مرکزی نظامی استعفا داد و شی جین پینگ در هر دو پست جانشین وی شد.
از زمان به قدرت رسیدن، شی در حالی که قدرت خود را در دفتر دبیرکل ح.ک. چ متمرکز کرده و هزینه آن را به عهده رهبری جمعی دهه‌های گذشته می‌داند، یک کارزار گسترده ضد فساد را آغاز کرده‌است. مفسران این کارزار را به عنوان بخشی تعیین‌کننده از رهبری شی و همچنین «دلیل اصلی اینکه چرا او توانسته قدرت خود را به این سرعت و به طور موثر تحکیم کند» توصیف کرده‌اند. مفسران خارجی او را به مائو تشبیه کرده‌اند. رهبری شی همچنین بر افزایش نقش این حزب در چین نظارت داشته‌است. شی ایدئولوژی خود را که به نام خودش نامگذاری شده‌است، در قانون اساسی ح.ک. چ در سال ۲۰۱۷ اضافه کرد. همان‌طور که حدس زده می‌شود، شی جین پینگ ممکن است پس از ۱۰ سال خدمت در سال ۲۰۲۲ از پست‌های اصلی خود بازنشسته نشود.

## اساسنامه و آئین‌نامه
اکنون حزب کمونیست چین با بیش از ۳۰۰ حزب از بیش از ۱۲۰ کشور جهان روابط دوستانه دارد. حزب کمونیست چین یک کل واحد است که طبق اساسنامه و آئین‌نامه خود و منطبق با اصل سیستم تمرکز دموکراتیک متشکل شده‌است. در آئین‌نامه حزب کمونیست چین قید شده‌است که هر کسی اعم از کارگر، کشاورز، سرباز، روشنفکر و عناصر پیشرو طبقات اجتماعی دیگر که به ۱۸ سالگی رسیده با پذیرش اساسنامه و آئین‌نامه حزب و در صورت تمایل به شرکت در یک سازمان حزبی و فعالیت در آن و اجرای قطعنامه‌های حزب و پرداخت حق عضویت حزبی می‌تواند برای الحاق به حزب کمونیست چین تقاضا کند.

## سازمان‌های مرکزی

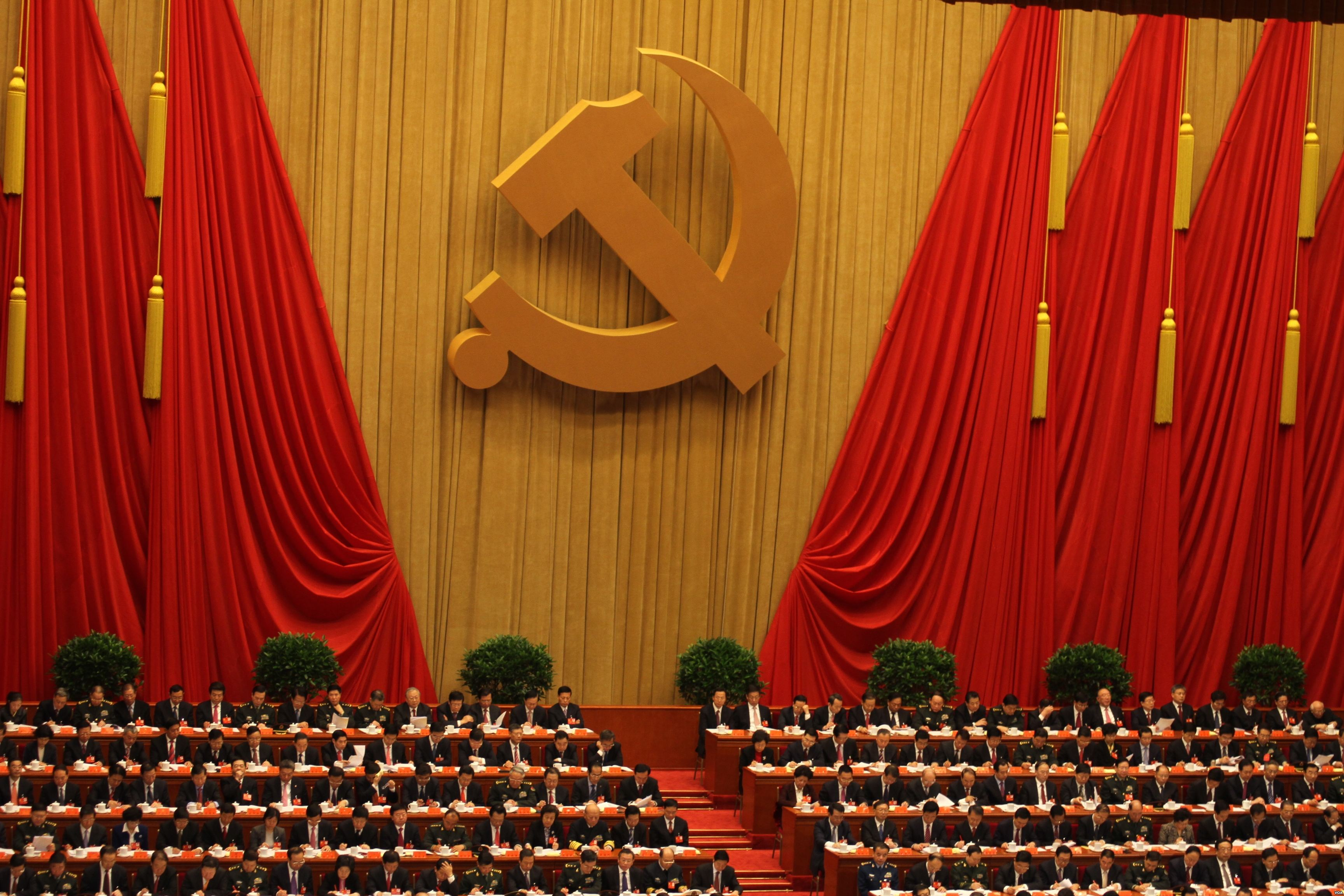
محل برگزاری هجدهمین کنگره ملی حزب کمونیست چین

سازمانهای مرکزی حزب کمونیست چین عبارت‌اند از کنگره ملی حزب کمونیست چین، کمیته مرکزی حزب کمونیست چین، دفتر سیاسی کمیته مرکزی حزب کمونیست چین، کمیسیون دایمی دفتر سیاسی کمیته مرکزی حزب کمونیست چین، دبیرخانه کمیته مرکزی حزب کمونیست چین، کمیسیون نظامی کمیته مرکزی حزب کمونیست چین و کمیسیون بازرسی انصباطی کمیته مرکزی حزب کمونیست چین. کنگره حزب کمونیست هر پنج سال برگزار می‌شود. زمانی که مجلس ملی تشکیل جلسه نمی‌دهد، کمیته مرکزی عالی‌ترین ارگان رهبری حزب کمونیست چین است.
حزب کمونیست چین پیشاهنگ طبقه کارگر چین و پیشاهنگ مردم و ملت چین بوده و محور رهبری امور سوسیالیستی با ویژگی‌های چین به‌شمار می‌رود. حزب کمونیست چین در عین حال نماینده تقاضای توسعه نیرو مولده پیشرفته سمت حرکت فرهنگ پیشرفته و منافع اصلی توده‌های مردم است. عالی‌ترین آرمان و هدف نهایی حزب کمونیست چین تحقق کمونیسم است. در اساسنامه حزب قید شده‌است که حزب کمونیست چین مارکسیسم-لنینیسم، اندیشه «مائو تسه تونگ»، تئوری «تنگ شیائوپنگ» و《نظریه سه نمایندگی》را به عنوان دستور کار خود تلقی می‌کند. اکنون (۲۰۱۳) حزب کمونیست چین ۸۰ میلیون نفر عضو دارد و دبیرکل حزب کمونیست چین شی جین پینگ است که جانشین هو جینتائو شد.

## موضع حزب کمونیست چین در برابر اعتقادات مردم
حزب کمونیست چین به‌طور رسمی حزبی معتقد به خداناباوری است و اعضای حزب نمی‌توانند به هیچ دین یا گروه مذهبی باور داشته باشند. در دوران حکومت مائو، فعالیت‌های مذهبی سرکوب شد و سازمان‌های مذهبی از ارتباط با خارجی‌ها منع شدند. تمام سازمان‌های مذهبی دولتی، متعلق به حزب کمونیست بودند و هیچ سازمان مستقلی باقی نماند. هنگامی‌که در سال ۱۹۴۷ و پس از آن دوباره در سال ۱۹۴۹، واتیکان کاتولیک‌ها را از حمایت حزب کمونیست چین منع کرد، وضعیت ارتباط با موسسات مذهبی خارجی برای افراد معتقد در چین بدتر شد.
حزب به دفعات سعی کرد که نمودهای مذهب را از چین، کشوری که در گذشته به آن «سرزمین الوهیت» اطلاق می‌شد، ریشه‌کن کند. امروزه پیروان کلیسای کاتولیک، بسیاری از پروتستان‌ها، و بوداییان تبتی نمی‌توانند در چین آزادانه عبادت کنند و در خطر توقیف و شکنجه قرار دارند. به بسیاری از کلیساهای کاتولیک لقب «مذاهب شیطانی» اطلاق شده‌است.
در خصوص مذهب، دنگ شیائوپینگ سعی کرد کمی بهتر از مائو عمل کند ولی این موضوع همچنان حل نشده باقی ماند. حزب بر این باور بود که با ورود به دنیای جدید مذهب کم رنگ‌تر می‌شود. تا آن که با گسترش فالون گونگ (فالون دافا) در چین در سال ۱۹۹۲ خلاف این امر به حزب کمونیست چین ثابت شد.
فالون گونگ روش تزکیه سنتی چینی در سال ۱۹۹۲ توسط آقای لی هنگجی به مردم معرفی شد. تمرین‌کنندگان این روش معنوی از اصول آن که شامل سه اصل «حقیقت، نیکخواهی و بردباری» می‌شود پیروی می‌کنند. اصول اخلاقی که فالون گونگ برای مردم چین به همراه داشت، مطابق با فرهنگ سنتی پنج هزار ساله چین بود که بخش اعظم این فرهنگ با ظهور حزب کمونیست و ترویج به بی اعتقادی و از بین بردن فرهنگ کهن چین در طی انقلاب فرهنگی، از دست رفت. فالون‌گونگ با تأکید بر اصول اخلاقی و با مزایای سلامتی که برای مردم چین به همراه داشت به سرعت در چین محبوبیت یافت و در طی سال‌های ۱۹۹۲ تا ۱۹۹۹، صد میلیون نفر شروع به تمرین فالون دافا (فالون گونگ) در چین کردند که این تعداد از تعداد اعضای حزب کمونیست چین بیشتر بود.
از آن جا که ماهیت حزب کمونیست چین بر پایه بی‌اعتقادی است؛ با بالا رفتن روزافزون تعداد تمرین‌کنندگان، آن را ممنوع اعلام کرد. در سال ۱۹۹۹، محبوبیت روزافزون فالون گونگ و به تبع آن ممنوعیت آن از طرف حزب کمونیست چین، منجر به تشکیل کنفرانسی سه روزه با نام «کنفرانس امور مذهبی» در چین شد. این بزرگ‌ترین گردهمایی اعضای حزب برای رسیدگی به امور اعتقادی مردم بود. جیانگ زمین در آن زمان بیشترین تلاش خود را برای مبارزه با فالون گونگ انجام داد و در ۲۰ ژوئیه ۱۹۹۹ آزار و شکنجه تمرین کنندگان فالون گونگ را آغاز کرد.

### راه‌اندازی اداره ۶۱۰ و شروع آزار و شکنجه تمرین‌کنندگان روش معنوی فالون‌گونگ
از آن جا که فالون‌گونگ بزرگ‌ترین و سریع‌ترین گروه معنوی رو به رشد در چین بود، در سال ۱۹۹۹ مقابله با فالون گونگ هدف طبیعی حزب کمونیست چین شد؛ بر طبق گزارش‌های وقت دولت چین، فالون گونگ دارای ۱۰۰ میلیون تمرین‌کننده در سطح کشور بود.
برنامه‌ریزی برای مقابله با فالون‌گونگ از سه سال پیش از شروع آن انجام شد. به‌طور مثال، پس از آن که کتاب‌های فالون گونگ در سال ۱۹۹۶ پرفروش‌ترین کتاب‌های سال شد، ممنوع اعلام گردید.
ادارهٔ ۶۱۰، اولین‌بار در سال ۱۹۹۹ توسط «جیانگ زِمین»، رهبر سابق حزب کمونیست چین، با هدف آزار و شکنجه روش معنوی «فالون گونگ» ایجاد شد؛ اما به‌تدریج بخش‌های وسیعی از جامعهٔ چین مثل گروه‌های بودایی، مسیحی، تبتی‌ها و مسلمانان اویغور را هدف قرار داد. تحت نظر گرفتن فعالان دموکراسی و حقوق بشر در چین نیز از دیگر وظایف ادارهٔ ۶۱۰ است.
در آغاز آزار و شکنجه فالون گونگ در سال ۱۹۹۹، رژیم چین به تمام رسانه‌های دولتی دستور داد برنامه‌هایی را با مضامین افتراآمیز دربارهٔ فالون گونگ پخش کنند تا ذهن عموم مردم را تحت کنترل بگیرند.
برجسته‌ترین ویژگی این پیکار استفاده شایع از شکنجه است. شکنجه پیروان فالون گونگ، در هر یک از استان‌های چین، در زندان‌ها، اردوگاه‌های کار اجباری، مراکز شستشوی مغزی، و مدارس ثبت شده‌است. تاکنون بیش از ۳۰۰۰ مرگ بر اثر آزار و شکنجه، بیش از ۶۰ هزار مورد مرگ بر اثر برداشت اعضای بدن و همچنین بالغ بر ۶۳۰۰۰ گزارش شکنجه به ثبت رسیده‌است. آمار واقعی، تعداد واقعی کشته‌شدگان را بسیار بیش از این قلمداد می‌کند.

## ملی‌گرایی و کنفسیوس‌گرایی
پس از دوران مائو و با رویگردانی حزب از کنفسیوس‌گرایی مارکسیسم-مائوییسم، به جای آن نوعی ملی‌گرایی مبتنی بر کنفسیوس‌گرایی در جامعه و حزب شکل گرفت. بعد از سال ۲۰۰۰ و بخصوص در دوره شی جین پینگ تأکید ویژه‌ای بر ارزش‌های چینی بخصوص آموزه‌های کنفوسیوس در قوام جامعه تحت اقتدار حزب پدید آمد.

## کتابشناسی
- Baum, Richard (1996). Burying Mao: Chinese Politics in the Age of Deng Xiaoping. Princeton University Press. ISBN 978-0-691-03637-3.
- Baylis, Thomas (1989). Governing by Committee: Collegial Leadership in Advanced Societies. State University of New York Press. ISBN 978-0-88706-944-4.
- Bush, Richard (2005). Untying the Knot: Making Peace in the Taiwan Strait. Brookings Institution Press. ISBN 978-0-8157-9781-4.
- Broodsgaard, Kjeld Erik; Zheng, Yongnian (2006). The Chinese Communist Party in Reform. Routledge. ISBN 978-0-203-09928-5.
- Carter, Peter (1976). Mao. Oxford University Press. ISBN 978-0-19-273140-1.
- Chan, Adrian (2003). Chinese Marxism. Continuum Publishing. ISBN 978-0-8264-7307-3.
- Cheek, Timothy; Mühlhahn, Klaus; Van de Ven, Hans J., eds. (2021). Chinese Communist Party: A Century in Ten Lives. Cambridge University Press. doi:10.1017/9781108904186. ISBN 978-1-108-90418-6. S2CID 241952636.
- Coase, Ronald; Wang, Ling (2012). How China Became Capitalist. Palgrave Macmillan. ISBN 978-1-137-01936-3.
- Ding, X.L. (2006). The Decline of Communism in China: Legitimacy Crisis, 1977–1989. Cambridge University Press. ISBN 978-0-521-02623-9.
- Dirlik, Arif (2005). The Marxism in the Chinese revolution. Rowman & Littlefield. ISBN 0-7425-3069-8. Archived from the original on 8 March 2023. Retrieved 28 April 2022.
- Dittmer, Lowell, et al. (eds.) Informal politics in East Asia, (2000), Informal politics in East Asia
- Feigon, Lee (2002). Mao: A Reinterpretation. Ivan R. Dee. ISBN 978-1-56663-522-6.
- Finer, Catherine Jones (2003). Social Policy Reform in China: Views from Home and Abroad. Ashgate Publishing. ISBN 978-0-7546-3175-0.
- Fu Delete repeated word = Zhengyuan (1993). Autocratic Tradition and Chinese Politics. Cambridge University Press. ISBN 978-0-521-44228-2.
- Gao, James (2009). Historical Dictionary of Modern China (1800–1949). Scarecrow Press. ISBN 978-0-8108-6308-8.
- Ghai, Yash; Arup, Chris; Chanock, Martin (12 October 2000). Autonomy and Ethnicity: Negotiating Competing Claims in Multi-Ethnic States (به انگلیسی). Cambridge University Press. ISBN 978-0-521-78642-3. Archived from the original on 8 March 2023. Retrieved 29 April 2022.
- Gregor, A. James (1999). Marxism, China & Development: Reflections on Theory and Reality. Transaction Publishers. ISBN 978-1-4128-2815-4.
- Li, Gucheng (1995). A Glossary of Political Terms of the People's Republic of China. Chinese University Press. ISBN 978-962-201-615-6.
- Guo, Sujian (2012). Chinese Politics and Government: Power, Ideology and Organization. Routledge. ISBN 978-0-415-55138-0.
- Guo, Xuezhi (2012b). China's Security State: Philosophy, Evolution, and Politics (1 ed.). Cambridge University Press. doi:10.1017/cbo9781139150897. ISBN 978-1-139-15089-7.
- Guo, Sujian; Guo, Baogang (2008). China in Search of a Harmonious Society. Rowman & Littlefield|Lexington Books. ISBN 978-0-7391-2624-0.
- Heath, Timothy R. (2014). China's New Governing Party Paradigm: Political Renewal and the Pursuit of National Rejuvenation. Ashgate Publishing, Ltd. ISBN 978-1-4094-6201-9.
- Heazle, Michael; Knight, Nick (2007). China–Japan Relations in the Twenty-first Century: Creating a Future Past?. Edward Elgar Publishing. ISBN 978-1-78195-623-6.
- Izuhara, Misa (2013). Handbook on East Asian Social Policy. Edward Elgar Publishing. ISBN 978-0-85793-029-3.
- Joseph, William (2010). Politics in China: an Introduction. Oxford University Press. ISBN 978-0-19-533530-9.
- Kornberg, Judith; Faust, John (2005). China in World Politics: Policies, Processes, Prospects. University of British Columbia Press. ISBN 978-1-58826-248-6.
- Kuhn, Robert Lawrence (2011). How China's Leaders Think: The Inside Story of China's Past, Current and Future Leaders. John Wiley & Sons. ISBN 978-1-118-10425-5.
- Latham, Kevin (2007). Pop Culture China!: Media, Arts, and Lifestyle. ABC-CLIO. ISBN 978-1-85109-582-7.
- Leung, Edwin Pak-wah, ed. (1992). Historical Dictionary of Revolutionary China, 1839–1976. Greenwood Publishing Group. ISBN 978-0-313-26457-3.
- Lew, Christopher R.; Leung, Edwin Pak-wah (1996), Historical Dictionary of the Chinese Civil War (2nd ed.), Scarecrow Press
- Li, Cheng (2009). China's Changing Political Landscape: Prospects for Democracy. Brookings Institution Press. ISBN 978-0-8157-5208-0.
- Liu, Guoli (2011). Politics and Government in China. ABC-CLIO. ISBN 978-0-313-35731-2.
- Löfstedt, Jan-Ingvar (1980). Chinese Educational Policy: Changes and Contradictions, 1949–79 (به انگلیسی). Stockholm: Almqvist & Wiksell International. ISBN 978-0-391-02217-1. Archived from the original on 8 March 2023. Retrieved 17 May 2022.
- Mackerras, Colin; McMillen, Donald; Watson, Andrew (2001). Dictionary of the Politics of the People's Republic of China. Routledge. ISBN 978-0-415-25067-2.
- Richard, McGregor (2012). The Party: The Secret World of China's Communist Rulers (2nd ed.). Harper Perennial. ISBN 978-0-06-170876-3.
- Marquis, Christopher; Qiao, Kunyuan (2022). Mao and Markets: The Communist Roots of Chinese Enterprise. New Haven: Yale University Press. doi:10.2307/j.ctv3006z6k. ISBN 978-0-300-26883-6. JSTOR j.ctv3006z6k. OCLC 1348572572. S2CID 253067190.
- Musto, Marcello (2008). Karl Marx's Grundrisse: Foundations of the Critique of Political Economy 150 Years Later. Routledge. ISBN 978-1-134-07382-5.
- Smith, Ivian; West, Nigel (2012). Historical Dictionary of Chinese Intelligence. Scarecrow Press. ISBN 978-0-8108-7174-8.
- Ogden, Chris (2013). Handbook of China s Governance and Domestic Politics. Routledge. ISBN 978-1-136-57953-0.
- Organisation for Economic Co-operation and Development (2005). Governance in China. OECD Publishing. ISBN 978-92-64-00844-1.
- Pantsov, Alexander (2015). Deng Xiaoping: A Revolutionary Life (1st ed.). Oxford University Press. ISBN 978-0-19-939203-2.
- Pye, Lucian, The Dynamics of Chinese politics (1987)  The Dynamics of Chinese politics
- Saich, Tony. From Rebel to Ruler: One Hundred Years of the Chinese Communist Party (2021)
- Saich, Tony. Finding Allies and Making Revolution The Early Years of the Chinese Communist Party (2020)
- Saich, Tony. Governance and Politics of China (2015)
- Saich, Tony; Yang, Benjamin (1995). The Rise to Power of the Chinese Communist Party: Documents and Analysis. M.E. Sharpe. ISBN 978-1-56324-155-0.
- Schram, Stuart (1966). Mao Tse-Tung. Simon & Schuster. ISBN 978-0-14-020840-5.
- Shambaugh, David (2008). China's Communist Party: Atrophy and Adaptation. University of California Press. ISBN 978-0-520-25492-3.
- Shambaugh, David (2013). China Goes Global: The Partial Power. Oxford University Press. ISBN 978-0-19-932369-2.
- Snow, Edgar, Red Star Over China 1937 Red Star Over China - The Rise Of The Red Army
- Sullivan, Lawrence (2007). Historical Dictionary of the People's Republic of China. Scarecrow Press. ISBN 978-0-8108-6443-6.
- Sullivan, Lawrence (2012). Historical Dictionary of the Chinese Communist Party. Scarecrow Press. ISBN 978-0-8108-7225-7.
- Jonathan, Unger (2002). The Nature of Chinese Politics: From Mao to Jiang. M.E. Sharpe. ISBN 978-0-7656-4115-1.
- van de Ven, Johan (1991). From Friend to Comrade: The Founding of the Chinese Communist Party, 1920–1927. University of California Press. ISBN 978-0-520-91087-4.
- Vogel, Ezra (2011). Deng Xiaoping and the Transformation of China. Harvard University Press. ISBN 978-0-674-05544-5.
- Yeh, Wen-hsin (1996). Provincial Passages: Culture, Space, and the Origins of Chinese Communism. University of California Press. ISBN 978-0-520-91632-6.
- Wang, Gunwu; Zheng, Yongian (2012). China: Development and Governance. World Scientific. ISBN 978-981-4425-83-4.
- White, Stephen (2000). Russia's New Politics: The Management of a Postcommunist Society. Cambridge University Press. ISBN 978-0-521-58737-2.
- Whitson, William W., The Chinese high command : a history of Communist military politics, 1927–71, (1973)
- Wong, Yiu-chung (2005). From Deng Xiaoping to Jiang Zemin: Two Decades of Political Reform in the People's Republic of China. University Press of America. ISBN 978-0-7618-3074-0.
- Yu, Keping (2010). Democracy and the Rule of Law in China. Brill Publishers. ISBN 978-90-04-18212-7.
- Zhao, Suisheng (2004). A Nation-state by Construction: Dynamics of Modern Chinese Nationalism. Stanford University Press. ISBN 978-0-8047-5001-1.
- Zheng, Wang (2012). Never Forget National Humiliation: Historical Memory in Chinese Politics and Foreign Relations. Columbia University Press. p. 119. ISBN 978-0-231-14891-7. Archived from the original on 19 October 2020. Retrieved 21 August 2019.

- جروم چن: انقلاب چین - ترجمه عباس میلانی - ۱۳۵۶